# أوروكاجينا
أوروكاجينا حكم في حوالي سنة 2400 ق م ويُسمى أيضًا أوروينيمغنا وكذلك إيركاجينا، هو حاكم سومري لمدينة لكش في بلاد سومر تابع لاوما، نجح باعتلاء الحكم بعد أن ثار مع سكان لكش ضد لوغال أندا الذي ساد الفساد في عصره.
أشير إلى هذا الملك أنه كافح الفساد في لكش، فأصدر مجموعة من التشريعات تحد عن الفساد، وتعتبر هذه التشريعات أقدم تشريعات عرفت في التاريخ، حيث وجد فيها اعفاء الآيتام و الآرامل من الضرائب وكذلك كان فيها إجبار على دفع المال في حالة القروض و الدين، كذلك شرع قانون لوضع المال اللازم للطعام في الرحلات في البحر السفلي(الخليج العربي) وفي المناطق الآخرى، وكذلك شرع قانون للاغنياء تجبرهم على شراء الفضة من الفقراء، وإذا لم يرد الفقير بيع الفضة لن يلزمه على بيعها.
قاد هذا الملك مجموعة من المعارك ضد مملكة أوروك لكنه هزم بها وخسر الكثير من الأراضي أمامهم، لكن في سنته 17 سقطت مدينة اوروك تحت سيطرة حاكم اوما لوغال زاغيزي سي، قام لوغال زاغيزي سي بمحاصرة لكش وأستمر حصاره إلى أن تمكن سرجون الأكدي من السيطرة على المدينة.